# Парламентские выборы в Турецкой Республике Северного Кипра (2013)
Досрочные парламентские выборы в Турецкой Республике Северного Кипра прошли 28 июля 2013 года

## Обстановка
Правительство премьер-министра Ирсена Кючюка рухнуло в мае 2013 года, после того как восемь депутатов покинули Партию национального единства и парламент объявил правительству вотум недоверия. 23 июня исполняющим обязанности премьера-министра была назначена Сибель Сибер, она сформировала правительство, состоящее из Республиканской турецкой партии, Демократической партии и Коммунальной демократической партии. Новое правительство было утверждено парламентом.

## Избирательная система
Пятьдесят членов Ассамблеи избираются по пропорциональной системе. В пяти многомандатных округах избирательный порог составляет 5 %. Избиратели могут либо голосовать за партийные списки или отдельных кандидатов. Если они выбрали последнее, они могут отдать столько же голосов, сколько мест в округе.

## Результаты
| Коалиции/Партии                                                    | Голоса  | %       | Места | +/- мест |
| ------------------------------------------------------------------ | ------- | ------- | ----- | -------- |
| Республиканская турецкая партия                                    | 477 209 | 38,38 % | 21    | ▲6       |
| Партия национального единства                                      | 339 864 | 27,33 % | 14    | ▼12      |
| Демократическая партия                                             | 288 021 | 23,16 % | 12    | ▲7       |
| Общественная Демократическая партия                                | 92 110  | 7,41 %  | 3     | ▲1       |
| Партия кипрского единства                                          | 39 127  | 3,15 %  | -     | -        |
| Независимые                                                        | 7110    | 0,57 %  | -     | -        |
| Всего                                                              | 120 287 | 100 %   | 50    | -        |
| Зарегистрированных избирателей /явка                               | 172 803 | 69,61 % | -     | -        |
| Источник: IFES Архивная копия от 25 апреля 2015 на Wayback Machine |         |         |       |          |